# Droga wojewódzka 407
Die Droga wojewódzka 407 (DW 407) ist eine 33 Kilometer lange Droga wojewódzka (Woiwodschaftsstraße) in der polnischen Woiwodschaft Opole. Diese Route verbindet Nysa mit Lonschnik. Sie führt durch die Powiate Nyski und Prudnicki.

## Städte an der Droga wojewódzka 407
- Nysa
- Konradowa
- Wyszków Śląski
- Kubice
- Włodary
- Rynarcice
- Kuropas
- Korfantów
- Stara Jamka
- Pogosch
- Lonschnik.

## Straßenverlauf
Woiwodschaft Großpolen
- Nysa (Neisse) (DK 41)
- Korfantów (Friedland in Oberschlesien) (DW 405)
- Łącznik (Lonschnik) (DW 414)